# Saint-Bauzély
Saint-Bauzély ist eine französische Gemeinde mit 681 Einwohnern (Stand: 1. Januar 2022) im Département Gard in der Region Okzitanien. Sie gehört zum Arrondissement Nîmes und zum Kanton Calvisson. Die Einwohner werden Bauzélyens genannt.

## Geografie
Saint-Bauzély liegt 16 Kilometer nordwestlich von Nîmes. Umgeben wird Saint-Bauzély von den Nachbargemeinden Montignargues im Norden, La Rouvière im Osten, Gajan im Südosten, Fons im Süden sowie Montagnac im Westen und Nordwesten.

## Bevölkerungsentwicklung
| Jahr                       | 1962 | 1968 | 1975 | 1982 | 1990 | 1999 | 2006 | 2020 |
| -------------------------- | ---- | ---- | ---- | ---- | ---- | ---- | ---- | ---- |
| Einwohner                  | 161  | 181  | 221  | 295  | 331  | 387  | 433  | 660  |
| Quellen: Cassini und INSEE |      |      |      |      |      |      |      |      |

## Sehenswürdigkeiten
- protestantische Kirche